# Don't Know Much
Don't Know Much è un brano musicale scritto da Barry Mann, Cynthia Weil e Tom Snow ed inciso originariamente nel 1980  dallo stesso Brarry Mann, che lo incluse nel proprio album eponimo.
Vari artisti hanno in seguito inciso una cover del brano e la versione di maggior successo è quella incisa nel 1989 da Aaron Neville  e Linda Ronstadt, versione che si aggiudicò il premio Grammy. Lo stesso Barry Mann ha inciso una nuova versione del brano nel 2000, includendola nel proprio album Soul & Inspiration.

## Testo
(ritornello del brano)
Si tratta di una canzone d'amore: il protagonista/la protagonista dice alla propria compagna/al proprio compagno che, anche se ne hanno passate tante insieme, l'amore non è mai cambiato, e questo è tutto ciò che c'è bisogno di sapere.

## La cover di Linda Ronstadt e Aaron Neville
La versione incisa nel 1989 da Linda Ronstadt e Aaron Neville fu inclusa nell'album della Ronstadt Cry Like A Rainstorm, Howl Like The Wind.
Il singolo, che anticipò l'uscita dell'album, fu pubblicato su etichetta discografica Elektra Records e prodotto da Peter Asher, Steve Tyrell, Andy McKaie. Il disco raggiunse il secondo posto delle classifiche in Australia, Regno Unito, Stati Uniti.

### Tracce
45 giri (versione 1);
1. Linda Ronstadt – Don't Know Much (feat. Aaron Neville) (.) – 3:33 (Barry Mann - Cynthia Weil - Tom Snow)
2. Linda Ronstadt – Hurt So Bad (.) – 3:17

45 giri (versione 2);
1. Linda Ronstadt – Don't Know Much (feat. Aaron Neville) (.) – 3:33 (Barry Mann - Cynthia Weil - Tom Snow)
2. Linda Ronstadt – Cry Like a Rainstorm (.) – 3:35

### Video musicale
Nel video musicale, Linda Ronstadt ed Aaron Neville interpretano una coppia di mezza età ancora innamorata.

### Classifiche
| Classifica    | Posizione massima | Nr. di settimane |
| ------------- | ----------------- | ---------------- |
| Australia     | 2                 | 22               |
| Austria       | 3                 | 16               |
| Belgio        | 5                 | 12               |
| Germania      | 34                | 15               |
| Nuova Zelanda | 4                 | 16               |
| Paesi Bassi   | 6                 | 16               |
| Regno Unito   | 2                 |                  |
| Stati Uniti   | 2                 |                  |

### Premi e riconoscimenti
- 1990: Grammy Award alla miglior performance di un duo o gruppo.[1][5][6][7]

## Altre cover
Altri artisti che hanno inciso una cover del brano sono (in ordine alfabetico):
- Floyd Cramer (1997)
- Hank Marvin (1992)
- Bill Medley (1981)
- Bette Midler (singolo del 1983 intitolato All I Need to Know))[1][2]
- Audrey Landers (1985; con il titolo All I Need to Know)[2]
- Laurens van Rooyen (1990)
- Steve Tyrell (2012)

## Il brano nella cultura di massa
- Il brano, nella versione di Linda Ronstadt e Aaron Neville, è stato inserito in alcuni episodi della soap opera Sentieri (Guiding Light)
- Il brano, nella versione di Linda Ronstadt e Aaron Neville, è stato inserito nel film del 2003 Una settimana da Dio.[8]